# Nay (Manche)
Pour les articles homonymes, voir Nay.
Nay est une commune française, située dans le département de la Manche en région Basse-Normandie, peuplée de 68 habitants.

## Géographie
| Gorges      | Gorges                  | Gorges                  |
| Gonfreville | Nay                     | Sainteny                |
| Gonfreville | Saint-Germain-sur-Sèves | Saint-Germain-sur-Sèves |

### Hydrographie
La commune est située dans le bassin Seine-Normandie. Elle est drainée par la Sèves, le canal 01 de la commune de Nay et le canal 02 de la commune de Nay,,.
La Sèves, d'une longueur de 33 km, prend sa source dans la commune de Muneville-le-Bingard et se jette  dans la Douve en limite de Auvers et de Carentan-les-Marais, après avoir traversé 15 communes. 

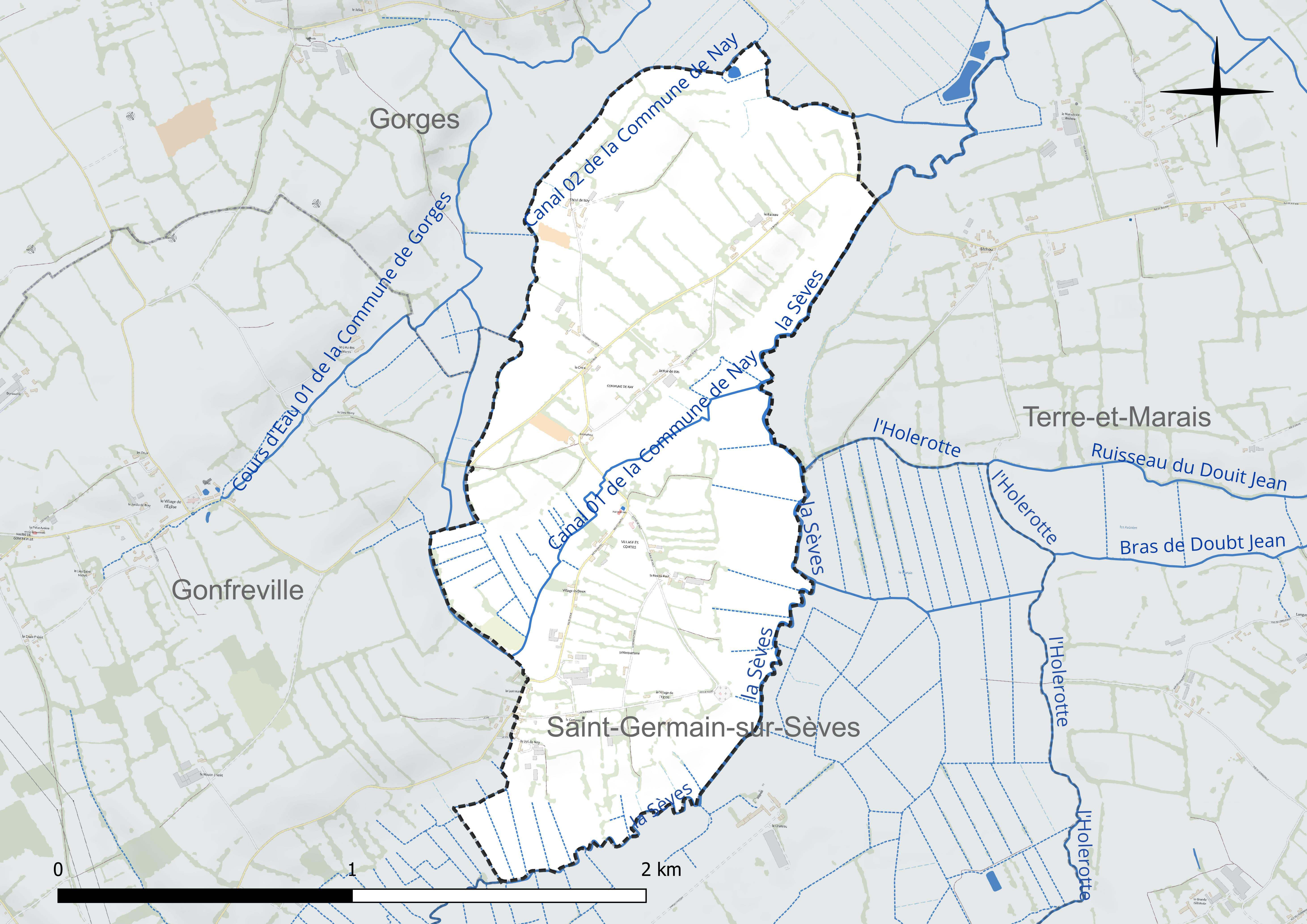
Réseau hydrographique de Nay.

### Climat
Pour des articles plus généraux, voir Climat de la Normandie et Climat de la Manche.
En 2010, le climat de la commune est de type climat océanique franc, selon une étude du CNRS s'appuyant sur une série de données couvrant la période 1971-2000. En 2020, Météo-France publie une typologie des climats de la France métropolitaine dans laquelle la commune est exposée à un climat océanique et est dans la région climatique  Normandie (Cotentin, Orne), caractérisée par une pluviométrie relativement élevée (850 mm/a) et un été frais (15,5 °C) et venté. Parallèlement le GIEC normand, un groupe régional d’experts sur le climat, différencie quant à lui, dans une étude de 2020, trois grands types de climats pour la région Normandie, nuancés à une échelle plus fine par les facteurs géographiques locaux. La commune est, selon ce zonage, exposée à un « climat maritime », correspondant au Cotentin et à l'ouest du département de la Manche, frais, humide et pluvieux, où les contrastes pluviométrique et thermique sont parfois très prononcés en quelques kilomètres quand le relief est marqué.
Pour la période 1971-2000, la température annuelle moyenne est de 11,2 °C, avec une amplitude thermique annuelle de 11,3 °C. Le cumul annuel moyen de précipitations est de 884 mm, avec 13,6 jours de précipitations en janvier et 7,2 jours en juillet. Pour la période 1991-2020, la température moyenne annuelle observée sur la station météorologique la plus proche, située sur la commune de Sainte-Marie-du-Mont à 19 km à vol d'oiseau, est de 11,6 °C et le cumul annuel moyen de précipitations est de 890,0 mm,. Pour l'avenir, les paramètres climatiques de la commune estimés pour 2050 selon différents scénarios d’émission de gaz à effet de serre sont consultables sur un site dédié publié par Météo-France en novembre 2022.

## Urbanisme

### Typologie
Au 1er janvier 2024, Nay est catégorisée commune rurale à habitat très dispersé, selon la nouvelle grille communale de densité à sept niveaux définie par l'Insee en 2022.
Elle est située hors unité urbaine et hors attraction des villes,.

### Occupation des sols
L'occupation des sols de la commune, telle qu'elle ressort de la base de données européenne d’occupation biophysique des sols Corine Land Cover (CLC), est marquée par l'importance des territoires agricoles (100 % en 2018), une proportion identique à celle de 1990 (100 %). La répartition détaillée en 2018 est la suivante : zones agricoles hétérogènes (72,8 %), prairies (27,2 %). L'évolution de l’occupation des sols de la commune et de ses infrastructures peut être observée sur les différentes représentations cartographiques du territoire : la carte de Cassini (XVIIIe siècle), la carte d'état-major (1820-1866) et les cartes ou photos aériennes de l'IGN pour la période actuelle (1950 à aujourd'hui).

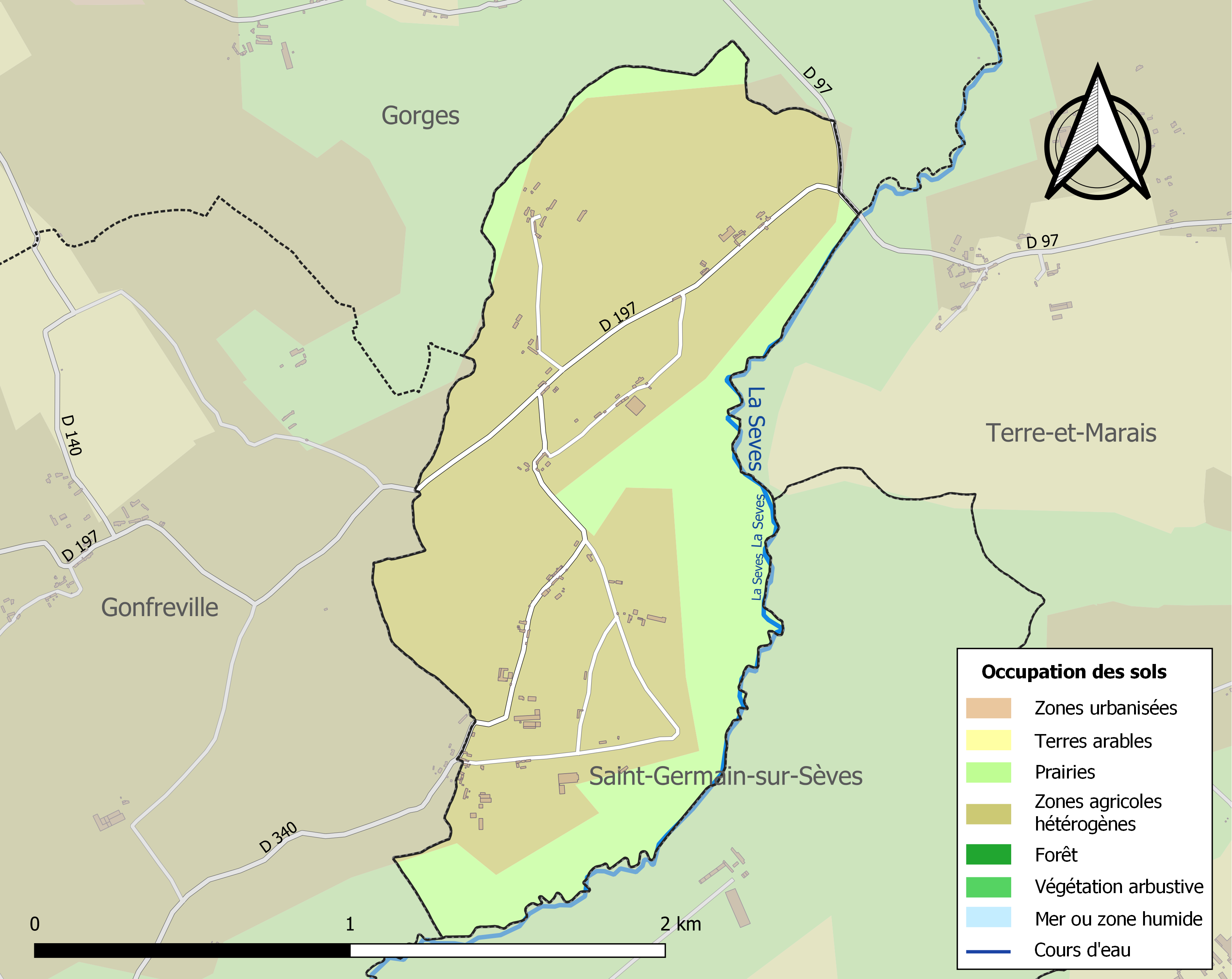
Carte des infrastructures et de l'occupation des sols de la commune en 2018 (CLC).

## Toponymie
Le nom de la localité est attesté sous les formes Nas, Naei, sans date.
Selon Albert Dauzat il y aurait deux étymologies possibles :
- soit de la forme *Nadium (fundum) venant du nom d’homme gaulois *Nadius ;
- soit des mots gaulois novio (« nouveau ») et *ialo- (« champ, clairière »).

Le gentilé est Nayons.

## Histoire
Sur le territoire communal, il fut découvert des haches d'époque celtique.

## Politique et administration
| Période                                  | Période   | Identité        | Étiquette | Qualité |
| ---------------------------------------- | --------- | --------------- | --------- | ------- |
| mars 1983                                | mars 2001 | Ernest Férey    |           |         |
| mars 2001                                | mars 2008 | Maryvonne Hulin |           |         |
| mars 2008                                | En cours  | Daniel Nicolle  | SE        | Éleveur |
| Les données manquantes sont à compléter. |           |                 |           |         |

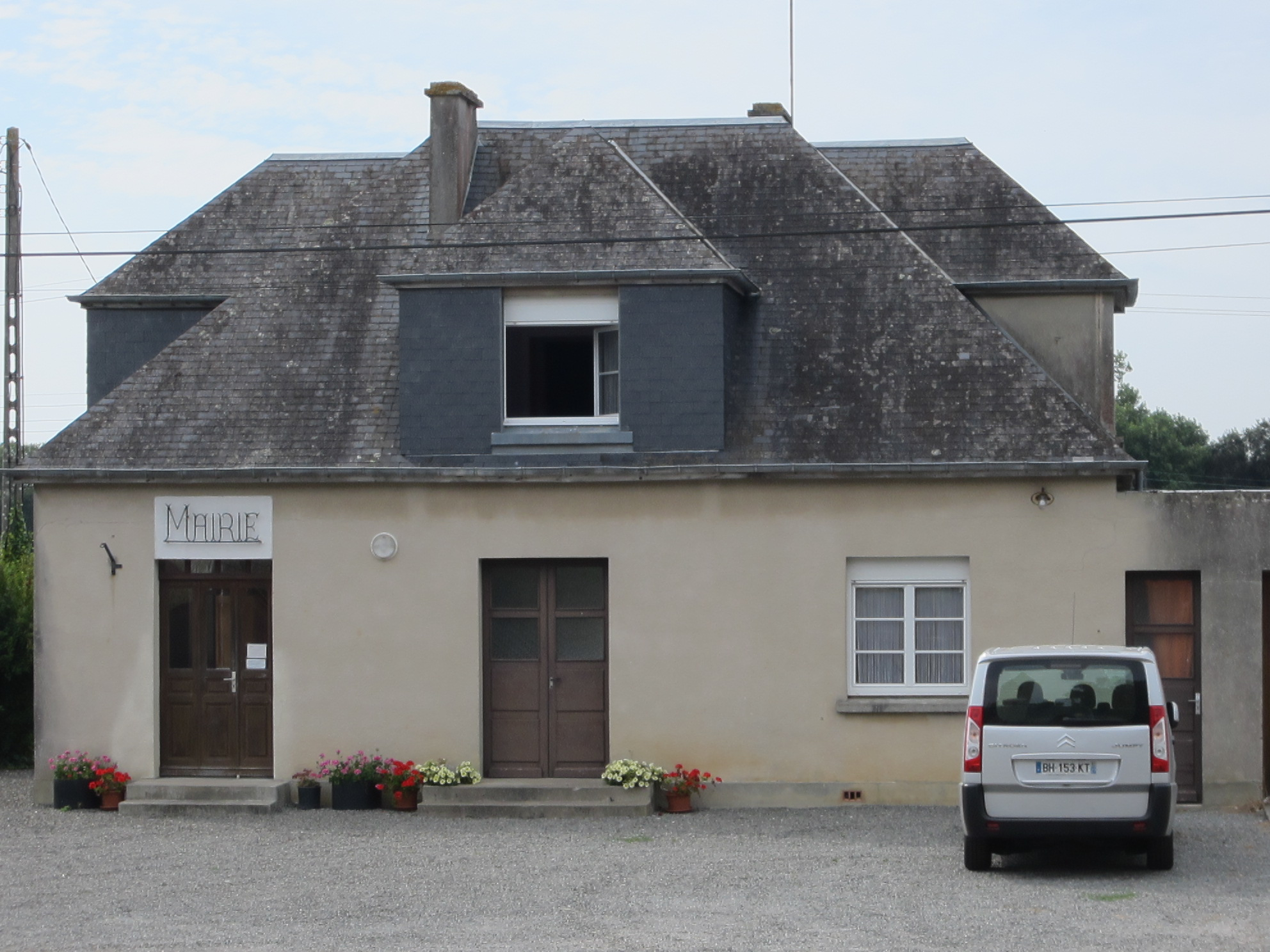
La mairie.

Le conseil municipal est composé de sept membres dont le maire et deux adjoints.

## Démographie
L'évolution du nombre d'habitants est connue à travers les recensements de la population effectués dans la commune depuis 1793. Pour les communes de moins de 10 000 habitants, une enquête de recensement portant sur toute la population est réalisée tous les cinq ans, les populations de référence des années intermédiaires étant quant à elles estimées par interpolation ou extrapolation. Pour la commune, le premier recensement exhaustif entrant dans le cadre du nouveau dispositif a été réalisé en 2008.
En 2022, la commune comptait 68 habitants, en évolution de −5,56 % par rapport à 2016 (Manche : −0,31 %, France hors Mayotte : +2,11 %).
Nay est la commune la moins peuplée du canton de Périers.
| 1793 | 1800 | 1806 | 1821 | 1831 | 1836 | 1841 | 1846 | 1851 |
| ---- | ---- | ---- | ---- | ---- | ---- | ---- | ---- | ---- |
| 252  | 253  | 310  | 293  | 220  | 222  | 248  | 254  | 259  |

| 1856 | 1861 | 1866 | 1872 | 1876 | 1881 | 1886 | 1891 | 1896 |
| ---- | ---- | ---- | ---- | ---- | ---- | ---- | ---- | ---- |
| 247  | 237  | 225  | 212  | 200  | 174  | 182  | 192  | 181  |

| 1901 | 1906 | 1911 | 1921 | 1926 | 1931 | 1936 | 1946 | 1954 |
| ---- | ---- | ---- | ---- | ---- | ---- | ---- | ---- | ---- |
| 161  | 157  | 150  | 128  | 126  | 122  | 111  | 103  | 114  |

| 1962 | 1968 | 1975 | 1982 | 1990 | 1999 | 2006 | 2008 | 2013 |
| ---- | ---- | ---- | ---- | ---- | ---- | ---- | ---- | ---- |
| 137  | 116  | 111  | 76   | 78   | 73   | 78   | 79   | 75   |

| 2018 | 2022 | - | - | - | - | - | - | - |
| ---- | ---- | - | - | - | - | - | - | - |
| 69   | 68   | - | - | - | - | - | - | - |

## Économie
La commune se situe dans la zone géographique des appellations d'origine protégée (AOP) Beurre d'Isigny et Crème d'Isigny.

## Lieux et monuments

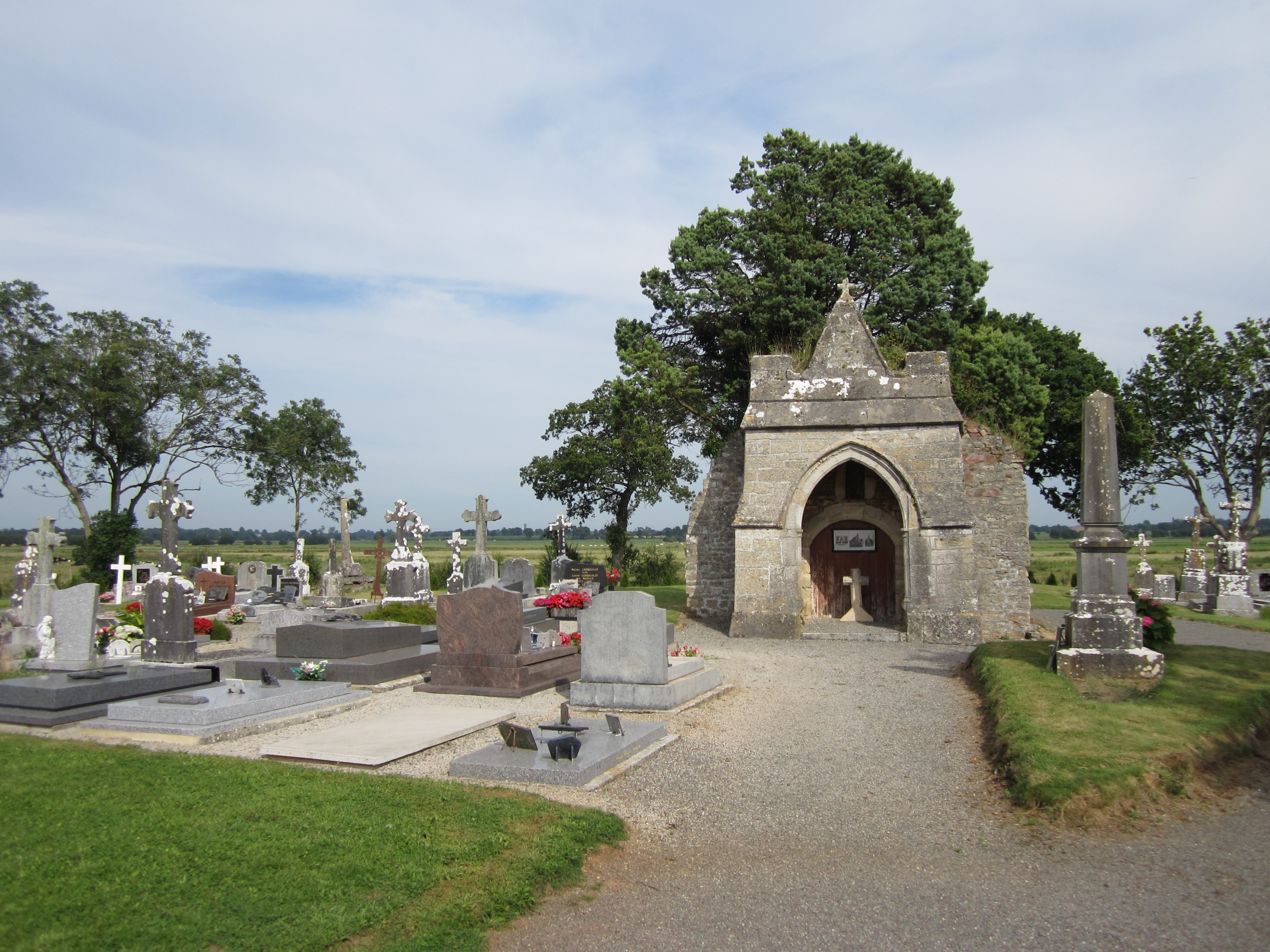
Vestige de l'ancienne église.

- L'église Saint-Pierre, reconstruite et restaurée de 1958 à 1980 selon les plans de l'architecte Arnoult. Elle abrite une Vierge à l'Enfant du XIVe siècle et une statue d'un saint évêque du XVe, toutes deux classées en 1982 au titre objet aux monuments historiques[26], ainsi que des fonts baptismaux (XIIe-XXe). Les vestiges de l'ancienne église (XIIe – XVe siècles) détruite en 1944 sont conservés dans le cimetière, près de la Sèves, la nouvelle église se trouvant plus au centre du territoire.
- Croix de chemin à la Campagne (XVIIIe siècle), croix de cimetière (XVIIe siècle).

## Personnalités liées à la commune
- Dom Ugenius (fl. XIIIe siècle), légendaire curé de Nay et chanoine de Bayeux, dont le tombeau en tuf qui se trouvait dans l'église et aujourd'hui dans le cimetière et était l'objet d'invocations contre les fièvres[27].